# Kabuki

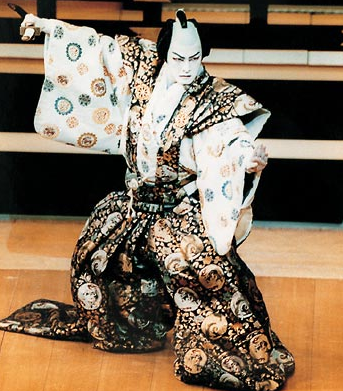
Kabuki

Kabuki (japonsky: 歌舞伎) je jedna ze tří tradičních forem japonského divadla (další jsou nó a bunraku).

## Popis
Typické pro divadlo kabuki je vysoce stylizovaná jevištní forma s výrazným líčením herců, okázalými kostýmy, dramatickými gesty a tradičním hudebním doprovodem. Kabuki bylo v jednodušší formě předváděno potulnými herci již na přelomu 16. a 17. století. Za první z nich je považována Izumo no Okuni. V roce 1658 bylo u divadla kabuki zaznamenáno používání točny. Jednotlivé kandži znaky (zleva doprava) znamenají zpěv (歌), tanec (舞) a schopnost, dovednost (伎). Kabuki je tedy někdy překládáno jako „umění zpěvu a tance“. Vzhledem k tomu, že slovo kabuki pravděpodobně vzniklo ze slova kabuku, což znamená „učit se“ nebo „být nezvyklý“, může být kabuki interpretováno také jako „avantgardní“ nebo „bizarní“ divadlo. Výraz kabukimono (歌舞伎者) původně označoval ty, kteří byli bizarně oblečeni a pyšně si vykračovali ulicemi.
Ženám bylo vystupování v roce 1629 zakázáno, a proto se vyvinula pozice onnagata – muž hrající ženské role. Tito herci už většinou hráli ženské role celoživotně. Zákaz byl zrušen v roce 1890 a zdatné herečky, které do té doby hrály na soukromých představeních v sídlech šlechty, mohly vystupovat na veřejnosti.